# サン＝クルー城のフロックコート姿のオルレアン公紳士
『サン＝クルー城のフロックコート姿のオルレアン公紳士』(サン＝クルーじょうのフロックコートすがたのオルレアンこうしんし、仏：Les Gentilshommes du duc d’Orléans dans l’habit de Saint-Cloud) は。フランスの画家、アンリ・フェリックス・エマニュエル・フィリッポトーが1839年に制作した油彩画。彼の最も著名な作品のひとつであり、"Les Gentilshommes du Duc d'Orléans"「オルレアン公紳士」の題名でも知られる。
これはレオポルト・モーツァルト父子像を描いたことでも知られている劇作家のルイ・カロジス・カルモンテルが1770年に制作したガッシュを模写したものである。

## 内容
これはオルレアン家の制服である赤いフロックコートと黒いストッキングを着用した6人の紳士を描いたものである。6人の紳士は左から順にシュヴァリエ・ド・ガックス（Chevalier de Gax）、ペリニ侯爵（Marquis de Périgny）、シュヴァリエ・ド・サン＝マルス（Chevalier de Saint-Mars）、シュヴァリエ・デストレ（Chevalier d’Estrées）、トゥーレンペ男爵（Baron de Tourempé）、シュヴァリエ・デスパルト（Chevalier Desparts）である。この絵はヴァンドーム公、エマニュエル・ドルレアンが所有し、彼が1931年に死去したのちはその財産とともに競売にかけられた。現在はニシム・ド・カモンド美術館（カモンド家邸宅）に収蔵されている。登録番号はCAM 568である。
この絵は雑誌「ヴォーグ・デコレーション」1987年12月号の表紙にトリミングされて使用された。この絵は非常に人気があり、アメリカでは壁紙やクッションなどのデザインに使用されることがある。

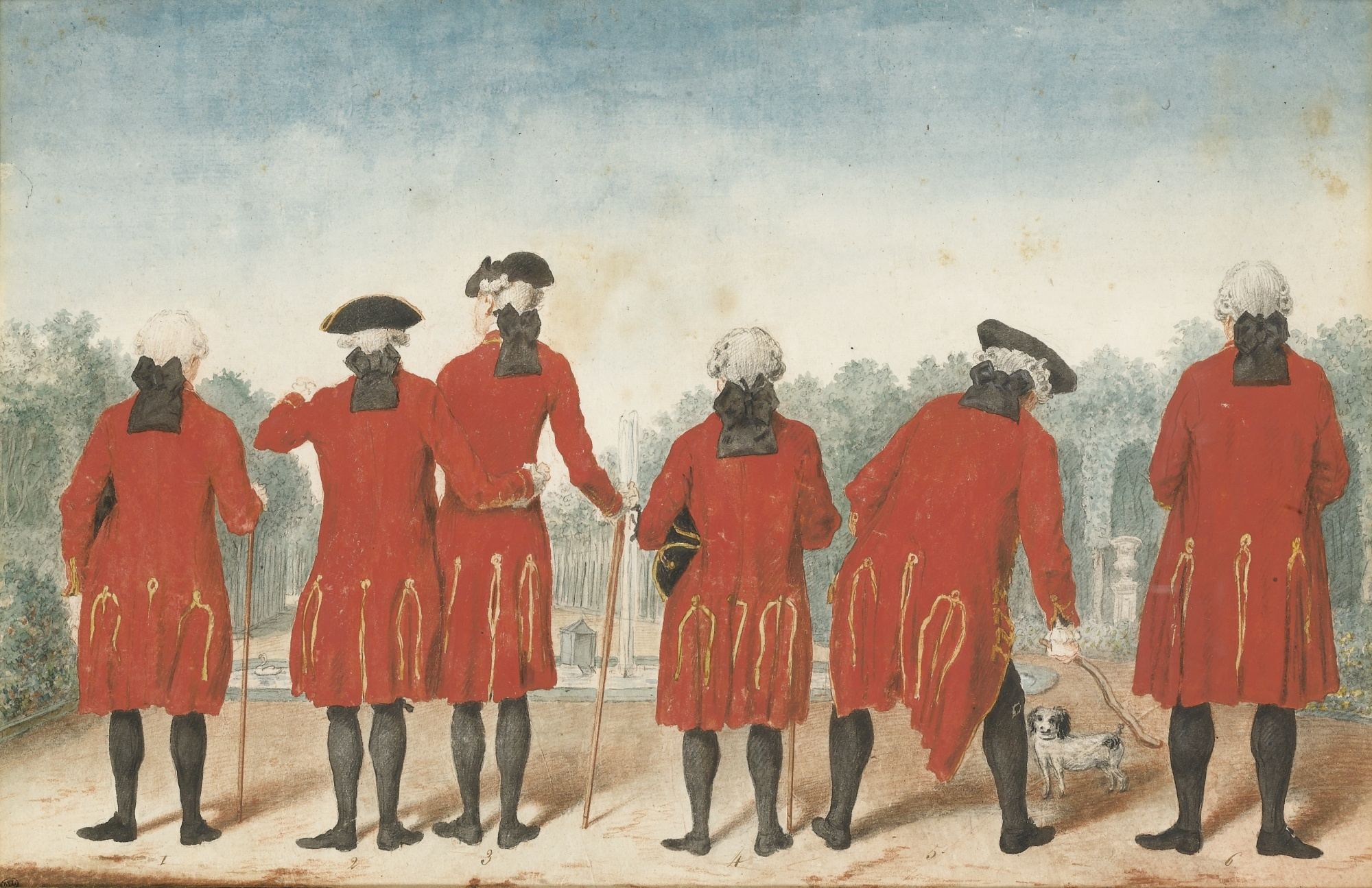
カルモンテルによるガッシュ (1770年)

この絵のオリジナルであるガッシュは旧フランス王室の子孫であるアンリとその妻イザベル・デ・オルレアンス・イ・ブラガンサが所有していたが、2015年9月29日にパリのサザビーズによって競売にかけられ、5,300-100,000ユーロで落札された。